# Gullbringa säteri
Gullbringa säteri är en herrgård och tidigare säteri, belägen beläget i Hålta socken utanför Kungälv.

## Beskrivning
Huvudbyggnaden är uppförd som en enplans träbyggnad baserad på en timmerstomme och med brädklädd fasad. Byggnadsstilen är klassiskt bohuslänsk dubbel bredd herrgårdsstil med sadeltak. Husstommen är timrad och klädd med stående träpanel, vilken ursprungligen troligen var rödmålad. På taket ligger tegel.

## Historik
De äldsta beläggen för orten Gullbringa är från mitten av 1300-talet, då det fanns två gårdar.
Enligt sagan skall Gullbringa erhållit sitt namn av drottning Margareta, som här återfick ett guldsmycke, vilket hon förlorat vid Tjuvkil. Det finns dock säkra belägg för att detta namn förekommit redan innan drottning Margaretas tid.
Gullbringa gård var vid början av 1500-talet en kungsgård tillhörande den danska kronan och efter 1658 tillföll godset den svenska kronan. Befallningsmannen Isak Tönnesson bodde på herrgården mellan 1548 och 1613. Därefter bodde befallningsmännen Jörgen Eriksson 1613–53, samt Fredrik Christoffersson 1653–82 på herrgården.
År 1683 förvärvades Gullbringa av den året innan adlade Erik Gyllenberg (född Bergh, död 1691), överinspektör och tullnär i Marstrand. Han erhöll gården som sätesgård. Vid hans död ärvdes gården av dottern Anna Maria Gyllenberg, gift med Fredrik von Köhler (död 1723). Efter det gick säteriet i arv i denna familj intill 1772 då det såldes till grosshandlaren Samuel Schutz i Göteborg, som var son till Jacob Schütz (1709–1772) och direktör för Ostindiska kompaniet, borgmästare i Göteborg, samt kommerseråd. Samuel Schutz bodde dock aldrig permanent på Gullbringa.
År 1786 flyttade Margareta Christina Schutz (död 1799), dotter till Samuel Schutz och Hans Henrik Clason (1750–1805), till herrgården. De gifte sig samma år och två år senare köpte de säteriet av hennes fader. Efter att Margareta Christina Schutz dött gifte Hans Henrik Clason om sig med Catharina Lovisa Brusewitz, dotter till C.G. Brusewitz, rådman i Göteborg.
Hans Henrik Clason var kapten i Ostindiska kompanet och genomförde 4 resor som det åren 1782 till 1794. År 1806, ett år efter Hans Henriks Clasons död såldes säteriet till John Wendel som dog 1811 då säteriet såldes till hans svåger Bror Almfeldt. Vid sin död var Hans Henrik Clason i konkurs och försäljningen av gården framtvingades på grund av konkursen.
1812 övertar grosshandlaren Bror Armfelt och 1831 handlanden  Johan Ramstedt. Den sistnämnde behöll gården ända till 1865. Därefter tillträdde hans fosterdotters man Bengt Snygg, vilken 1902 sålde gården till landshövding Fredrik Pettersson. Efter 12 år sålde denna den till ingenjör Jens Jacobsen (död 1931) vilken sålde gården till Nils Krüger.
Gullbringa köptes 1926 av Nils Krüger, son till arkitekten Ernst Krüger och Harriet Pineus. Nils Krüger dog 1947. Sonen Jan Krüger flyttade till herrgården tillsammans med sin fru år 1952. 1991 tog deras son Lennart Krüger över godset. Sedan 2001 bildar 23 hektar av ägorna ett naturreservat.
Idag arrenderar Gullbringa säteri ut delar marken till en golfanläggning. Den började anläggas av Jan Krüger 1964 och 1967 bildade han Gullbringa Golf & Country Club (GGCC).